# زیپ لوسین

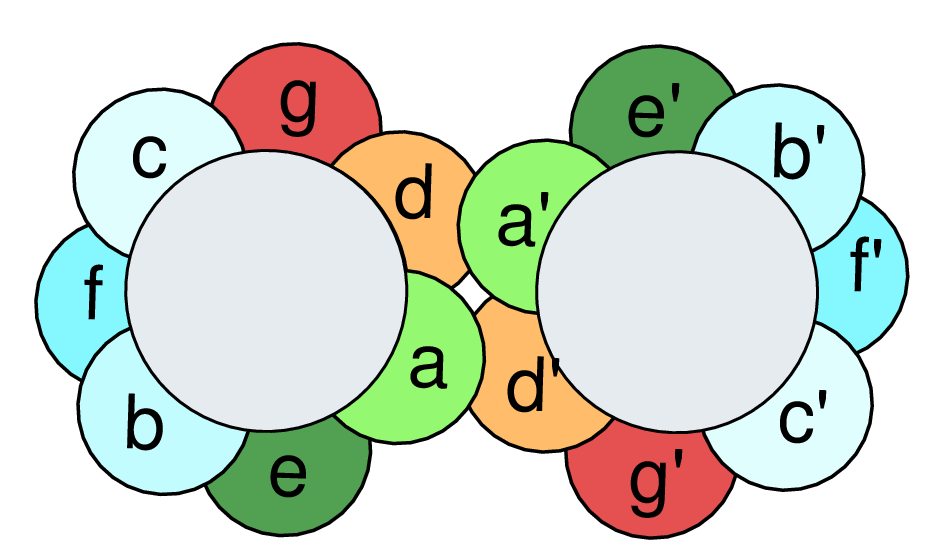
"نمایی از بالا"؛ یا نمای چرخ حلزونی از زیپ لوسین که حرف d نمایندهٔ اسید آمینهٔ لوسین است که در کنارِ سایر آمینواسیدها، در دو رشتهٔ موازی از مارپیچ‌های آلفا قرار گرفته‌است.

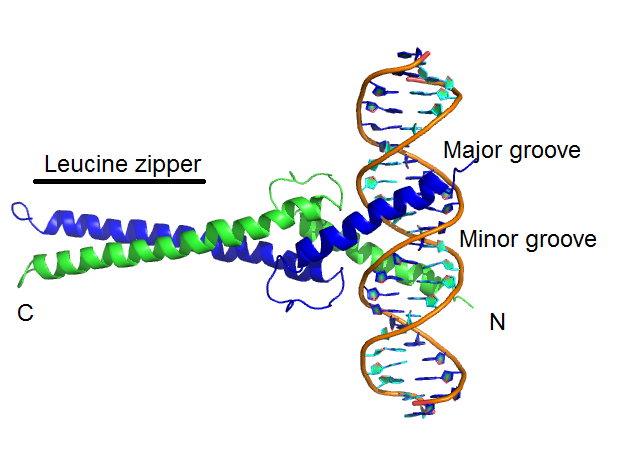
یک دایمر bZIP متصل به بخشی از دی‌ان‌ای - هر مارپیچ آلفا نمایندهٔ یک مونومر است.

زیپ لوسین (انگلیسی: Leucine zipper) یا قیچی لوسین (انگلیسی: Leucine scissors) یک موتیف ساختاری سه‌بعدی و رایج در پروتئین‌هاست که نخستین بار در سال ۱۹۸۸ میلادی توسط لاندشولتس و همکاران توصیف شد.
زیپ لوسین یک دومین دایمریزه‌کنندهٔ bZIP در فاکتور رونویسی یوکاریوت‌هاست. دومین bZIP بین ۶۰ تا ۸۰ اسید آمینه، یک ناحیه شدیداً حفاظت‌شدهٔ متصل‌شونده به دی‌ان‌ای و یک ناحیه دایمریزه‌کنندهٔ زیپ لوسین دارد.
پروتئین‌های bZIP در تنظیم رونویسی نقش دارند.